# Alfred Lemmnitz
Alfred Lemmnitz, né le 27 juin 1905 à Taucha et décédé le 23 septembre 1994 à Berlin-Pankow est un homme politique allemand puis est-allemand. Il est ministre de l'Éducation de 1958 à 1963.

## Biographie

### Études et premiers engagements politiques
Alfred Lemmnitz suit une formation de typographe et obtient un diplôme en économie à l'université de Leipzig. De 1927 à 1931, il est membre du Parti social-démocrate (SPD) et chef de la fédération de la jeunesse ouvrière socialiste de la ville de Moers. En 1931, il se dirige vers le Parti communiste (KPD) et devient chef du sous-district de la Ligue des jeunes communistes d'Allemagne (Kommunistischer Jugendverband Deutschlands) de Duisbourg-Hamborn.
Après la prise de pouvoir des nazis en 1933, Il travaille illégalement pour le Parti communiste et est à plusieurs reprises prisonnier en « détention de protection » (Schutzhaft). D'octobre 1933 à 1936, il est incarcéré dans les camps de concentration de Börgermoor puis d'Esterwegen avant d'être placé, en 1937, en garde à vue à Duisbourg. Il est condamné par le Tribunal du peuple (Volksgerichtshof) à un an et neuf mois de prison, puis est libéré de prison et expulsé de la Ruhr. En avril 1937, il émigre aux Pays-Bas, où il est membre de la direction du Parti communiste, à Amsterdam. Après l'invasion par la Wehrmacht de Pays-Bas, il est de nouveau arrêté et condamné en 1941 par le tribunal du peuple à dix ans de prison. Jusqu'en 1945, il est prisonnier à la prison de Brandebourg.

### Carrière universitaire et politique
En 1946, Alfred Lemmnitz rejoint le Parti socialiste unifié d'Allemagne (SED), poursuit ses études et obtient en 1948 un doctorat à l'université de Leipzig. De 1948 à 1953, il occupe la chaire d'économie politique à l'école du Parti (la Parteihochschule Karl Marx), puis en 1955, devient professeur d'économie politique et doyen de la faculté de l'université de Rostock. En 1956, il est recteur de l'Académie des finances de Potsdam-Babelsberg et jusqu'en 1958 de l'université d'économie de Berlin.
En 1958, il remplace (jusqu'en 1963) par Fritz Lange au poste de ministre de l'Éducation de la RDA. Il est également membre du Conseil des ministres, de la Commission idéologique et du Bureau politique du Comité central du SED. De 1963 à 1965, il est chercheur-associé à l'Institut économique de l'Académie des sciences, jusqu'en 1971, vice-directeur de l'Institut allemand d'économie, et finalement employé de l'Institut de politique internationale et de l'économie.
Il décède en 1994 et repose au cimetière de Pankow.

## Distinctions
Alfred Lemmnitz est décoré en 1958 de la médaille des combattants contre le fascisme, en 1959 du prix national, en 1959, 1970 et 1975 de l'ordre du Mérite patriotique, en 1980 de l'ordre de Karl-Marx et en 1985, de l'étoile de l'amitié des peuples.

## Sources
- (de) Cet article est partiellement ou en totalité issu de l’article de Wikipédia en allemand intitulé « Alfred Lemmnitz » (voir la liste des auteurs).